# Saint-Brancher
Saint-Brancher là một xã của Pháp,tọa lạc ở tỉnh Yonne trong vùng Bourgogne. 
Saint-Brancher cách Avallon 17 km, cách Quarré-les-Tombes 6 km.

## Hành chính
| Danh sách các thị trưởng               |           |               |      |         |
| Giai đoạn                              | Giai đoạn | Tên           | Đảng | Tư cách |
| 1991                                   | mars 2008 | Joëlle Guyard |      |         |
| Tất cả các dữ liệu trước đây không rõ. |           |               |      |         |

## Thông tin nhân khẩu
| Năm | 1962 | 1968 | 1975 | 1982 | 1990 | 1999 |
| --- | ---- | ---- | ---- | ---- | ---- | ---- |
| Dân số | 393  | 454  | 389  | 312  | 316  | 313  |
| From the year 1962 on: No double counting—residents of multiple communes (e.g. students and military personnel) are counted only once. |      |      |      |      |      |      |